# اورشولا دمبسکا
اورشولا دمبسکا (لهستانی: Sylwia Wysocka؛ زادهٔ ۱۱ اکتبر ۱۹۸۷) بازیگر اهل لهستان است.
از فیلم‌ها یا مجموعه‌های تلویزیونی که وی در آن‌ها نقش داشته‌است، می‌توان به جهان به روایت خانواده کیپسکی، عشق اول، کارآگاهان جنایی، در خوشی و سختی و خانه کشیش اشاره نمود.